# Parasyrphus rectoides
Parasyrphus rectoides là một loài ruồi trong họ Ruồi giả ong (Syrphidae). Loài này được Curran mô tả khoa học đầu tiên năm 1921. Parasyrphus rectoides phân bố ở miền Tân bắc